# Johann Tilli
Johann Tilli, född 11 november 1967 i Kerimäki, är en finländsk operasångare (bas). 
Tilli är den främsta finländska basen i sin generation med en betydande karriär i framförallt Tyskland (han har sjungit vid operorna i bland annat Hamburg, Düsseldorf och Dresden). I hemlandet har han uppträtt regelbundet vid Operafestivalen i Nyslott. Han har många av de centrala tyska och italienska rollerna på repertoaren och har även gjort talrika oratorieroller. Han medverkade, tillsammans med Matti Salminen och Jaakko Ryhänen, i skiv- och konsertprojektet Tre basar 1995. Han erhöll det första Martti Talvela-priset 1991. 